# Kabinett Schoof
Das Kabinett Schoof ist das 31. Kabinett der Niederlande seit 1945. Es wurde nach der Parlamentswahl vom 22. November 2023 und der anschließenden Regierungsbildung am 2. Juli 2024 vereidigt und löste das Kabinett Rutte IV ab. Ihm steht Ministerpräsident Dick Schoof vor.
Bis zum 3. Juni 2025 wurde das Kabinett von den Parteien PVV, VVD, NSC und BBB in der Zweiten Kammer unterstützt (in der Ersten Kammer hatte es nie eine Mehrheit). Nachdem PVV-Chef Geert Wilders die Zusammenarbeit aufgekündigt hatte, bat der Ministerpräsident den König um die Entlassung der PVV-Minister. Seitdem ist das Kabinett ein geschäftsführendes Minderheitskabinett. Die Neuwahl der Zweiten Kammer wurde für den 29. Oktober 2025 angekündigt.

## Regierungsbildung und Zusammensetzung
Die Bildung des Kabinetts Schoof ist das Ergebnis der Wahlen zur Zweiten Kammer vom 22. November 2023, bei denen die PVV mit 37 Sitzen die größte Partei wurde. Sie ergriff die Initiative zur Bildung einer Regierungskoalition und nahm Gespräche mit NSC (20 Sitze) und BBB (7 Sitze) auf. Alle drei Parteien waren zuvor noch nie an einer Regierung beteiligt gewesen. Die VVD (24 Sitze) kam als vierte Partei hinzu, so dass diese Koalition über eine Mehrheit in der Zweiten Kammer verfügt. In der Ersten Kammer, die über die Provinzen gewählt wird, haben die vier Parteien keine Mehrheit. Während der Regierungsbildung wurde vereinbart, dass das Kabinett einen außerparlamentarischen Charakter haben sollte, dies wurde jedoch nicht umgesetzt.
Die Periode der Regierungsbildung war mit 223 Tagen die zweitlängste in der Geschichte des Landes. Länger dauerte nur die vorherige Regierungsbildung (Rutte IV, mit 299 Tagen). Es ist das erste Kabinett mit einem parteilosen Premierminister seit dem Kabinett Cort van der Linden (1913–1918). Schoof ist der erste Premierminister seit Jelle Zijlstra im Kabinett Zijlstra (1966–1967), der sich nicht für ein Mandat in der Zweiten Kammer bewarb. Der Politikwissenschaftler Matthijs Rooduijn schrieb beim Amtsantritt des Kabinetts Schoof, es sei das am weitesten rechts stehende Kabinett in den Niederlanden seit dem Zweiten Weltkrieg.
König Willem-Alexander vereidigte 16 Minister und 13 Staatssekretäre. Ministerin Femke Wiersma und Staatssekretär Folkert Idsinga legten den Eid auf Friesisch ab.
Getragen wird das Kabinett von den vier Parteien PVV (rechtspopulistisch), VVD (rechtsliberal), NSC (gegründet von Pieter Omtzigt) und BBB (Bauernpartei). Alle vier Parteivorsitzenden sind im Parlament geblieben. Ungewöhnlich ist, dass der Ministerpräsident keiner Partei angehört, was auch für mehrere weitere Kabinettsmitglieder gilt. Die Minister und Staatssekretäre, die von der PVV vorgeschlagen wurden, sind keine PVV-Mitglieder, weil die PVV grundsätzlich nur ein einziges Mitglied (Geert Wilders) hat. Bei ihrem Amtsantritt wurde die Regierung Schoof von 88 der 150 Mitglieder des Repräsentantenhauses und 30 der 75 Mitglieder des Senats getragen.

## Koalitionsvereinbarung
PVV, VVD, NSC und BBB legten am 16. Mai 2024 eine Koalitionsvereinbarung mit dem Titel Hoop, lef en trots (übersetzt „Hoffnung, Mut und Stolz“) vor, die eine strengere Asylpolitik, ein anderes Wahlsystem bei den Wahlen zur Zweiten Kammer, die Einrichtung eines Verfassungsgerichts, keine Zwangsverkleinerung des Viehbestands, Strafverschärfung für schwere Straftaten und die Halbierung des individuellen Beitrags für den Selbstbehalt in der Krankenversicherung vorsieht.

## Veränderungen von Ministerien und Ressorts
Bei der Verteilung der Ministerämter wurden neue Zuschnitte in den Ministerien und Ressorts vorgenommen. Das Ministerium für Landwirtschaft, Natur und Lebensmittelqualität wurde in Ministerium für Landwirtschaft, Fischerei, Ernährungssicherheit und Natur umbenannt, das Ministerium für Wirtschaft und Klima wurde in Ministerium für Wirtschaft umbenannt. Drei neue Ministerien wurden geschaffen: das Ministerium für Asyl und Migration (A&M), das Ministerium für Klima und grünes Wachstum (KGG) und das Ministerium für Wohnungswesen und Raumordnung (VRO).
Weggefallen sind die Minister für Rechtsschutz, Langzeitpflege und Sport, Bildung im Primar- und Sekundarbereich, Klima und Energie, Wohnungswesen und Raumordnung, Armutspolitik, Partizipation und Altersvorsorge sowie Natur und Stickstoff. Einige dieser Ministerposten kehrten in diesem Kabinett als Staatssekretäre zurück.

## Regierungsbruch
Am 3. Juni 2025 verkündete PVV-Vorsitzender Geert Wilders, dass seine Partei die Regierung verlassen werde. Grund sei die fehlende Einigung bei der Asylpolitik; die PVV wollte über den Koalitionsvertrag hinausgehende Maßnahmen. Dies wurde von den anderen Koalitionspartnern abgelehnt und der Austritt kritisiert.
Ministerpräsident Schoof reichte beim König den Rücktritt des Kabinetts ein. Bis eine neue Regierung steht, arbeitet das Kabinett kommissarisch weiter. Zudem wurde eine vorgezogene Neuwahl angesetzt.

## Kabinettsmitglieder

### Minister
| Ressort | Bild | Minister                          | Partei | Partei    |
| --- | ---- | --------------------------------- | ------ | --------- |
| Ministerpräsident Minister für allgemeine Angelegenheiten                                                     |      | Dick Schoof                       |        | Parteilos |
| Minister(in) für Gesundheit, Gemeinwohl und Sport Erste stellvertretende Ministerpräsidentin bis 3. Juni 2025 |      | Fleur Agema bis 3. Juni 2025      |        | PVV       |
| Minister(in) für Gesundheit, Gemeinwohl und Sport Erste stellvertretende Ministerpräsidentin bis 3. Juni 2025 |      | Eddy van Hijum seit 3. Juni 2025  |        | NSC       |
| Ministerin für Klima und grünes Wachstum Zweite stellvertretende Ministerpräsidentin                          |      | Sophie Hermans                    |        | VVD       |
| Minister für Soziales und Arbeit Dritter stellvertretender Ministerpräsident                                  |      | Eddy van Hijum                    |        | NSC       |
| Ministerin für Wohnungswesen und Raumordnung Vierte stellvertretende Ministerpräsidentin                      |      | Mona Keijzer                      |        | BBB       |
| Ministerin für Inneres und Königreichsbeziehungen                                                             |      | Judith Uitermark                  |        | NSC       |
| Minister für auswärtige Angelegenheiten                                                                       |      | Caspar Veldkamp                   |        | NSC       |
| Minister der Verteidigung                                                                                     |      | Ruben Brekelmans                  |        | VVD       |
| Minister für Wirtschaft                                                                                       |      | Dirk Beljaarts bis 3. Juni 2025   |        | PVV       |
| Minister für Wirtschaft                                                                                       |      | Eelco Heinen seit 3. Juni 2025    |        | VVD       |
| Minister der Finanzen                                                                                         |      | Eelco Heinen                      |        | VVD       |
| Minister(in) für Infrastruktur und Wasserwirtschaft                                                           |      | Barry Madlener bis 3. Juni 2025   |        | PVV       |
| Minister(in) für Infrastruktur und Wasserwirtschaft                                                           |      | Sophie Hermans seit 3. Juni 2025  |        | VVD       |
| Minister für Justiz und Sicherheit                                                                            |      | David van Weel                    |        | VVD       |
| Ministerin für Landwirtschaft, Fischerei, Ernährungssicherheit und Natur                                      |      | Femke Wiersma                     |        | BBB       |
| Minister für Bildung, Kultur und Wissenschaft                                                                 |      | Eppo Bruins                       |        | NSC       |
| Minister(in) für Asyl und Migration                                                                           |      | Marjolein Faber bis 3. Juni 2025  |        | PVV       |
| Minister(in) für Asyl und Migration                                                                           |      | David van Weel seit 3. Juni 2025  |        | VVD       |
| Minister(in) für Außenhandel und Entwicklung im Außenministerium                                              |      | Reinette Klever bis 3. Juni 2025  |        | PVV       |
| Minister(in) für Außenhandel und Entwicklung im Außenministerium                                              |      | Caspar Veldkamp seit 3. Juni 2025 |        | NSC       |

### Staatssekretäre
| Ressort                                                                      | Bild | Staatssekretär                                | Partei | Partei |
| ---------------------------------------------------------------------------- | ---- | --------------------------------------------- | ------ | ------ |
| Staatssekretär für Königreichsbeziehungen und Digitalisierung                |      | Zsolt Szabó bis 3. Juni 2025                  |        | PVV    |
| Staatssekretär der Verteidigung                                              |      | Gijs Tuinman                                  |        | BBB    |
| Staatssekretär für Entschädigungsmaßnahmen in der Provinz Groningen          |      | Eddie van Marum                               |        | BBB    |
| Staatssekretär für Steuern und Steuerverwaltung                              |      | Folkert Idsinga bis 1. November 2024          |        | NSC    |
| Staatssekretär für Steuern und Steuerverwaltung                              |      | Tjebbe van Oostenbruggen ab 15. November 2024 |        | NSC    |
| Staatssekretärin für Zuschüsse und Zoll                                      |      | Nora Achahbar bis 15. November 2024           |        | NSC    |
| Staatssekretärin für Sozialleistungen und Entschädigungen                    |      | Sandra Palmen ab 12. Dezember 2024            |        | NSC    |
| Staatssekretär für öffentlichen Verkehr und Umwelt                           |      | Chris Jansen bis 3. Juni 2025                 |        | PVV    |
| Staatssekretär für Rechtsschutz                                              |      | Teun Struycken                                |        | NSC    |
| Staatssekretärin für Justiz und Sicherheit                                   |      | Ingrid Coenradie bis 3. Juni 2025             |        | PVV    |
| Staatssekretär für Landwirtschaft, Fischerei, Ernährungssicherheit und Natur |      | Jean Rummenie                                 |        | BBB    |
| Staatssekretärin für Grund- und weiterführende Schulen und Emanzipation      |      | Mariëlle Paul                                 |        | VVD    |
| Staatssekretärin für Langzeit- und Sozialpflege                              |      | Vicky Maeijer bis 3. Juni 2025                |        | PVV    |
| Staatssekretär für Jugend, Prävention und Sport                              |      | Vincent Karremans                             |        | VVD    |
| Staatssekretär für Arbeitsförderung und Integration                          |      | Jurgen Nobel                                  |        | VVD    |